# Lubomirskia baikalensis
Lubomirskia baikalensis är en svampdjursart som först beskrevs av Peter Simon Pallas 1766.  Lubomirskia baikalensis ingår i släktet Lubomirskia och familjen Lubomirskiidae. Inga underarter finns listade i Catalogue of Life.